# 東和町 (山口県)
東和町（とうわちょう）は、2004年9月30日まで存在した山口県の東端の町。屋代島に位置し、人口は約5000人だった。2004年10月1日、大島町、久賀町、橘町と合併して周防大島町となった。

## 概要
瀬戸内海の西に浮かぶ屋代島（周防大島）の東に位置する。三方を海に囲まれるため、気候は温暖で平均気温は15℃を超える。こうした温暖な気候や、小魚を中心とした伝統的な食生活を背景に老齢人口率は50%を超え、日本一となっていた。

## 歴史
- 1955年（昭和30年）4月1日 - 油田村・和田村・森野村・白木村が合併して東和町が発足。
- 2004年（平成16年）10月1日 - 久賀町・大島町・橘町と合併して周防大島町が発足。同日東和町廃止。

## 交通

### 国道
- 国道437号

### 船舶
- 伊保田港 - 松山（三津浜）港行きのフェリーが発着する

## 出身有名人
- 宮本常一（民俗学者）、名誉町民[1]
- 星野哲郎（作詞家）、名誉町民[1]
- 森福都（作家）
- 柳居俊学（政治家）